# Gazélec FC Ajaccio
Gazélec FC Ajaccio (normalt bare kendt som Gazélec Ajaccio) er en fransk fodboldklub fra Ajaccio på Korsika. Klubben spiller i den anden bedste række, Ligue 1 og blev stiftet i 1910. Hjemmebanen er Stade Ange Casanova.

## Titler
- Ingen

## Kendte spillere
- Ismaël Bangoura
- Mickaël Pagis
- Rémy Cabella

## Danske spillere
- Ingen